# Uvereds socken
Uvereds socken i Västergötland ingick i Kållands härad, uppgick 1969 i Lidköpings stad och området ingår sedan 1971 i Lidköpings kommun och motsvarar från 2016 Uvereds distrikt.
Socknens areal var 17,26 kvadratkilometer varav 17,04 land. År 2000 fanns här 174 invånare. Sockenkyrkan Uvereds kyrka ligger i socknen.

## Administrativ historik
Socknen har medeltida ursprung. 
Vid kommunreformen 1862 övergick socknens ansvar för de kyrkliga frågorna till Uvereds församling och för de borgerliga frågorna bildades Uvereds landskommun. Landskommunen uppgick 1952 i Järpås landskommun som 1969 uppgick i Lidköpings stad som 1971 ombildades till Lidköpings kommun. Församlingen uppgick 2002 i Järpås församling.
1 januari 2016 inrättades distriktet Uvered, med samma omfattning som församlingen hade 1999/2000.  
Socknen har tillhört län, fögderier, tingslag och domsagor enligt vad som beskrivs i artikeln Kållands härad. De indelta soldaterna tillhörde Västgöta-Dals regemente och Västgöta regemente, Livkompaniet.

## Geografi
Uvereds socken ligger väster om Skara med Afsån och Lidan i öster. Socknen är en uppodlad slättbygd på Varaslätten.

## Fornlämningar
Lösfynd från stenåldern är funna. Från järnåldern finns en domarring.

## Namnet
Namnet skrevs 1298 Ofrud och kommer från kyrkbyn. Namnets tolkning är oviss.